# Poul Ingholt
Poul Bjørn Ingholt (født 7. november 1894 i København, død 21. oktober 1965 i Gentofte) var en dansk bankdirektør, broder til arkæologen Harald Ingholt.
Han var søn af portier H.P. Ingholt (død 1948) og hustru Mathilde f. Hansen (død 1953). Poul Ingholt blev i 1911 ansat i som assistent Landmandsbanken, sekretær i det danske generalkonsulat i Moskva 1917-18, fuldmægtig i banken 1921 og kontorchef 1925. Da den i begyndelsen af 1920'erne var kommet i vanskeligheder, blev Poul Ingholt af ledelsen stillet til rådighed for den nedsatte undersøgelseskommission. 1928-64 var han direktør for den rekonstruerede Landmandsbank og derpå formand for bestyrelsen, bankrådet, til sin død. Poul Ingholt nærede fra sin ungdom stor interesse for gymnastik og svømning og var 1929-58 formand for idrætsklubben Hermes. 1947-57 var han desuden formand for Danmarks Olympiske Komité.
Han var også medlem af København Handelsstands Klub af 1841's byggefond fra 1951, medlem af bestyrelsen for Københavns Handelsstands Klub af 1841's Understøttelsesselskab fra 1941, for Zoologisk Have fra 1944, for Danske Bankers Fællesrepræsentation fra 1952, for A/S Dampskibsselskabet af 1912 og for Krigsforsikringen for Danske Skibe fra 1955, medlem af Akademiet for de Tekniske Videnskaber fra 1952. Han var Kommandør af 1. grad af Dannebrogordenen og Dannebrogsmand.
Tildelt den svenske dekoration: XVI Olympiades Rytterkonkurrencers fortjensttegn.
Han var gift med Ebba f. Schiern, datter af maskinchef N.C. Schiern (død 1954 )og hustru Ingeborg. Privat boede han i Villa Strandmøllebakken i Springforbi, tegnet 1918 af arkitekt Valdemar H. Hammer.